# Log burtowy
Log burtowy – sposób pomiaru prędkości statku względem powierzchni wody, stosowany czasem na niewielkich jachtach, na których nie ma stałego logu mechanicznego. Metoda wykorzystuje znajomość długości kadłuba i polega na pomiarze czasu, potrzebnego na przebycie drogi równej tej długości.

## Elementy logu
Do przeprowadzenia pomiaru potrzeba dwu współdziałających żeglarzy: jednego na dziobie, drugiego na rufie jachtu, stopera oraz „znacznika”. Znacznikiem może być dowolny przedmiot spełniający trzy podstawowe warunki:
- pływalność: unosi się na wodzie,
- widzialność: nie może „zniknąć” na tle wody lub piany,
- zbędność: można bez szkody pozbyć się go z jachtu.

Zazwyczaj nakłada się też czwarty warunek:
- nieszkodliwość: nie może być trujący dla organizmów wodnych ani niebezpieczny dla innych jednostek pływających.

Ostatni wymóg nie ma znaczenia technicznego dla samego pomiaru, wynika jednak z dbałości o środowisko naturalne oraz bezpieczeństwo żeglugi (a także z odnośnych przepisów prawa).

## Przebieg pomiaru
Załogant stojący na dziobie rzuca znacznik na wodę w bok od jachtu, nieco przed dziób, i daje sygnał optyczny (np. machnięciem ręką) lub akustyczny (np. zawołaniem 'Hop!') gdy znacznik znajdzie się koło dziobu. Na ten sygnał jego partner uruchamia stoper, zaś zatrzymuje go gdy znacznik znajdzie się koło rufy. Dzieląc znaną długość jachtu L przez zmierzony czas t otrzymuje się prędkość jachtu:
{\displaystyle v={\frac {L}{t}}}